# ضرعاء
الضرعاء (الاسم العلمي: Mammillaria) هي جنس من النباتات يتبع الفصيلة الصبارية من رتبة القرنفليات.

## الوصف
بالنسبة للقمة فإنها تحتوي أشواك و قاعدة النبتة بلا أشواك و عادة ما تكون صغيرة كروية الشكل إلى ممدودة تنبع من 1 سم إلى 20 سم و قطرها من سم إلى 40سم

## صور

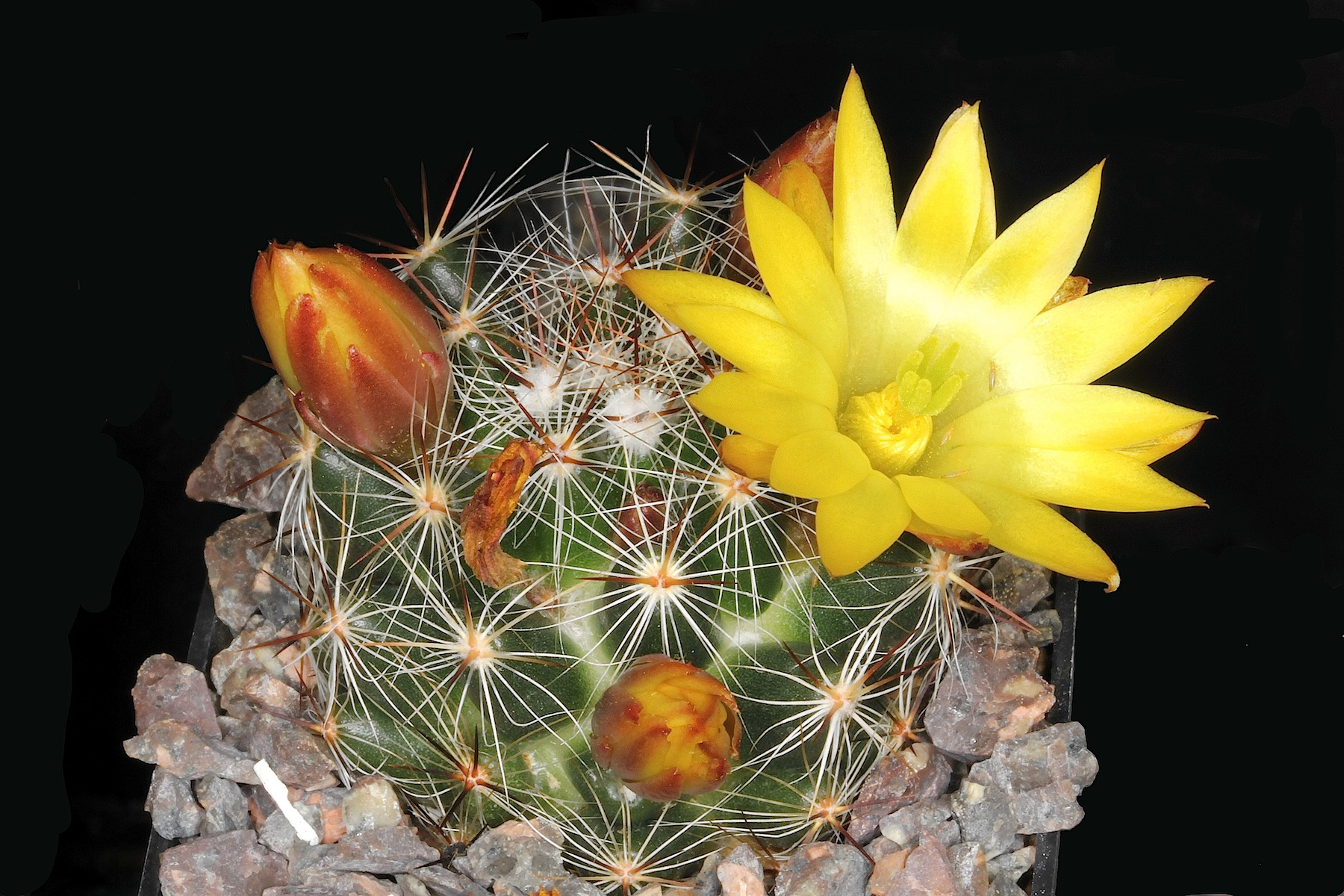
ضرعاء بلقاء
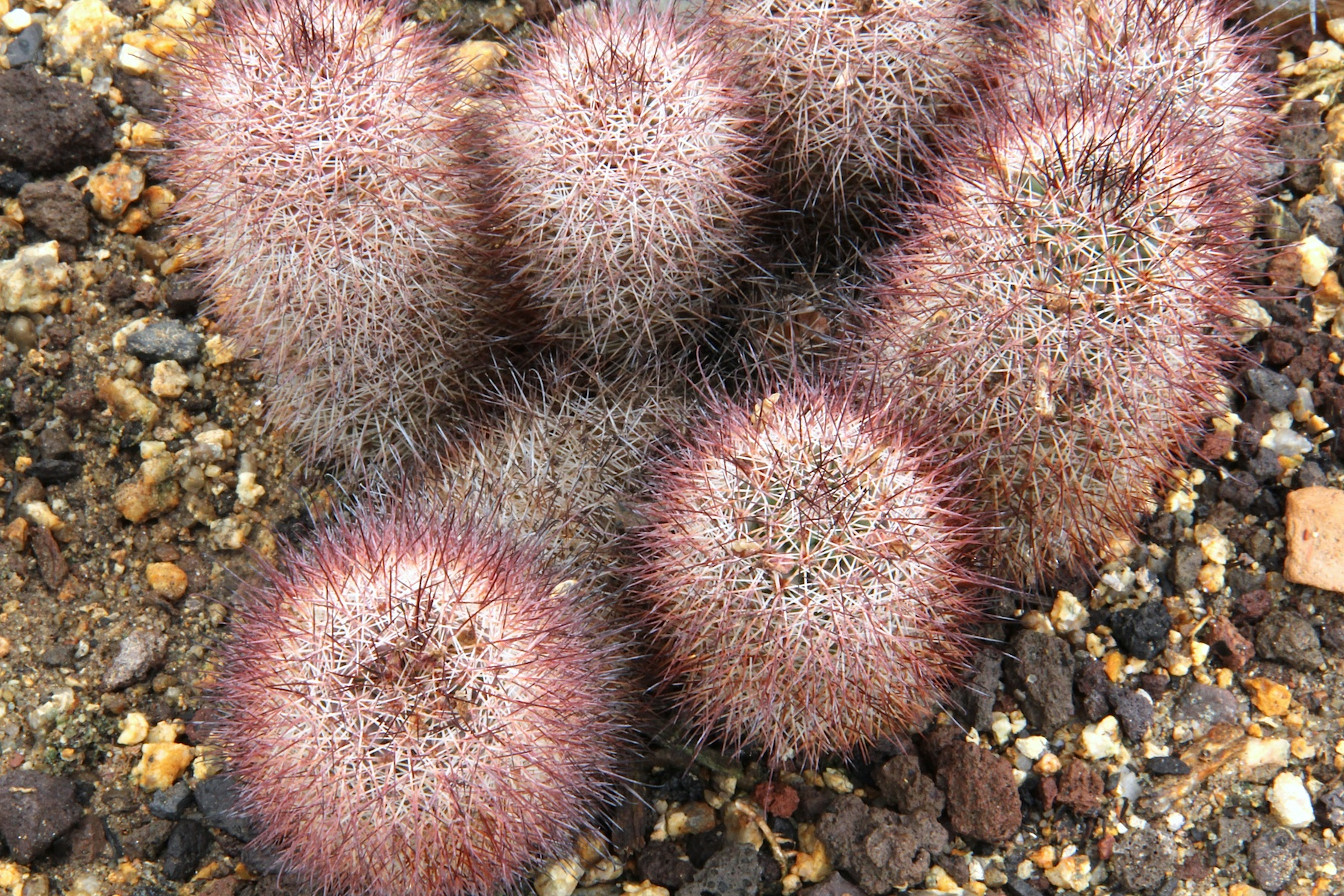
ضرعاء بيضاء
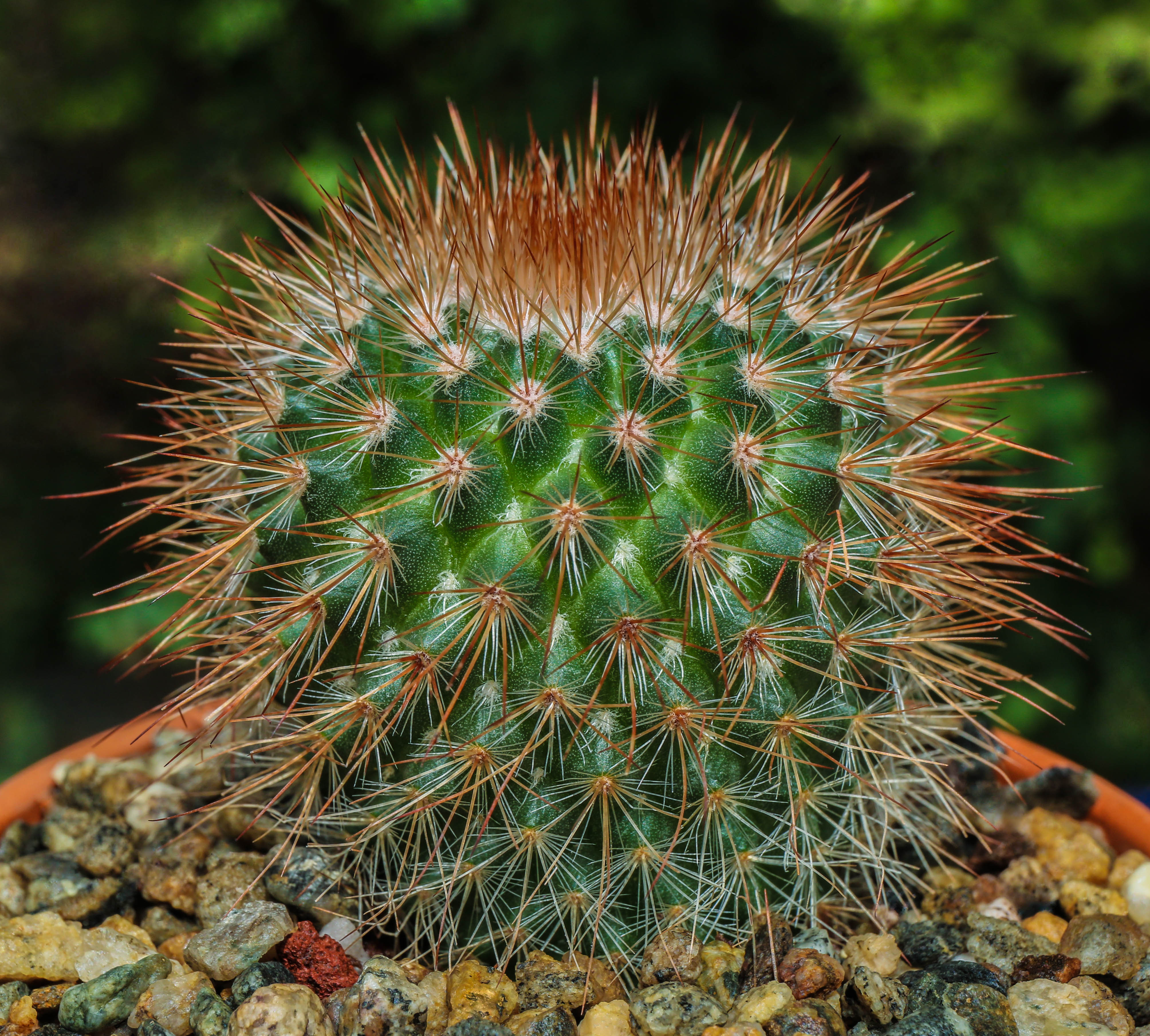
ضرعاء شوكاء
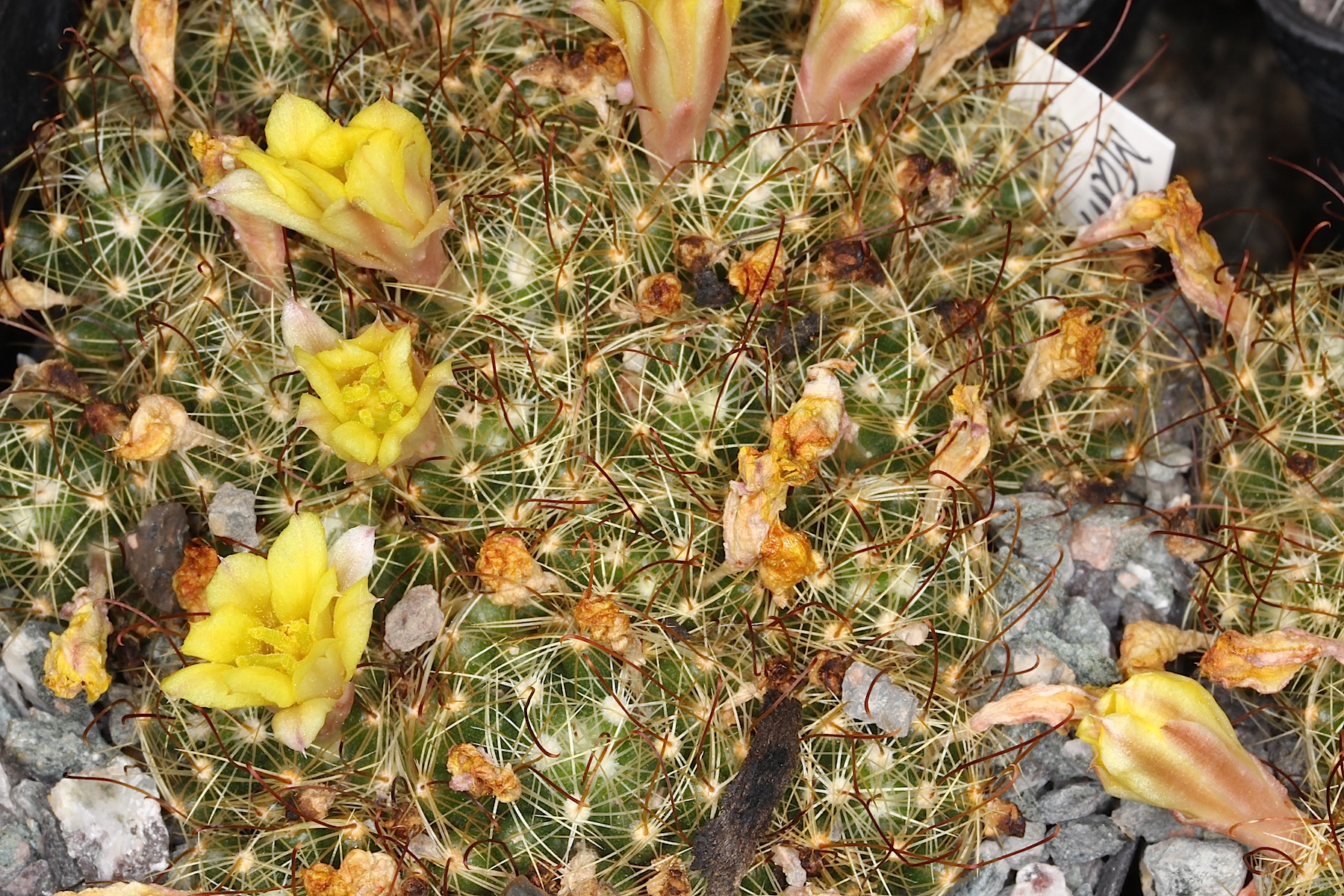
ضرعاء برعمية
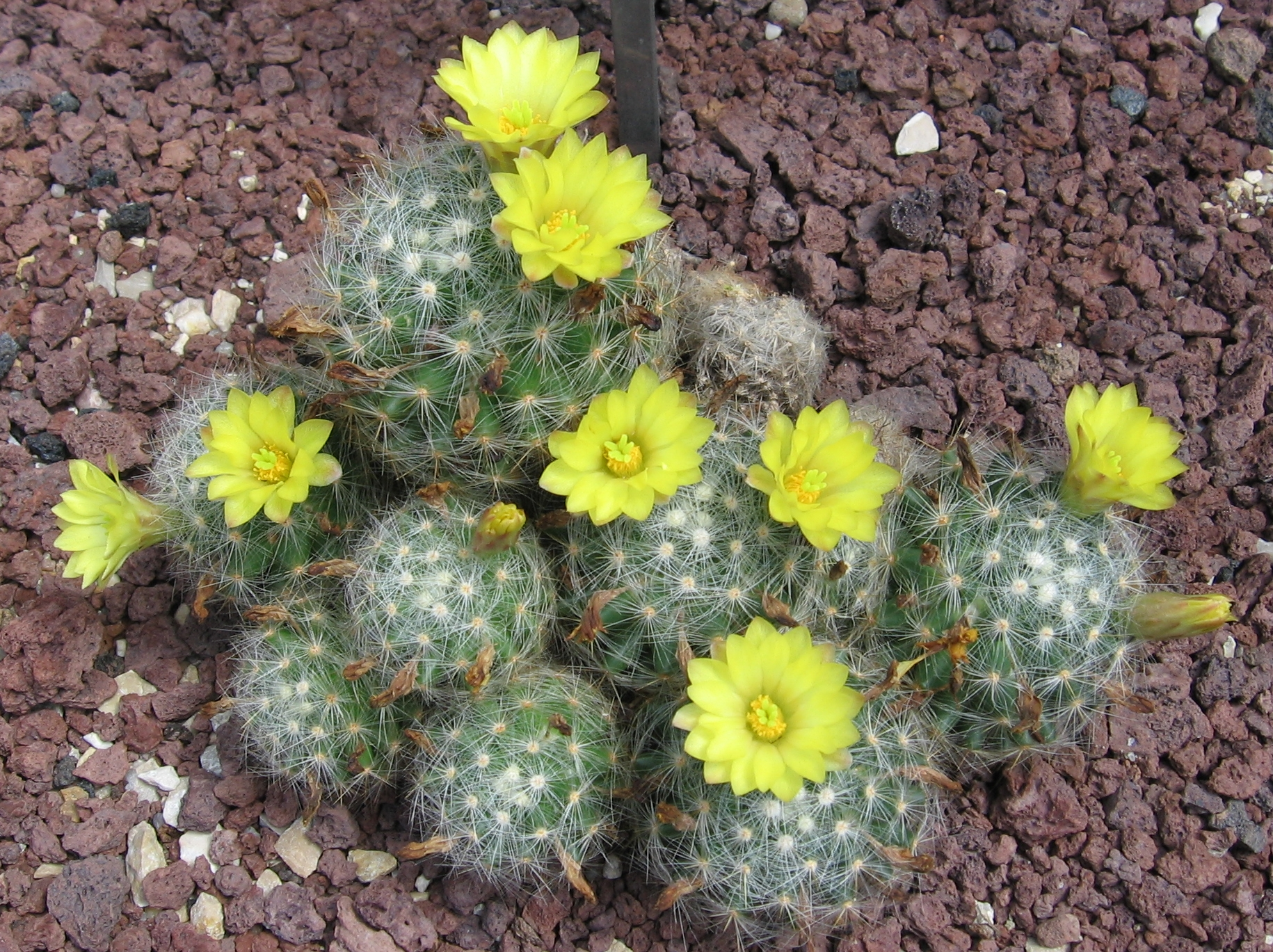
ضرعاء باومية
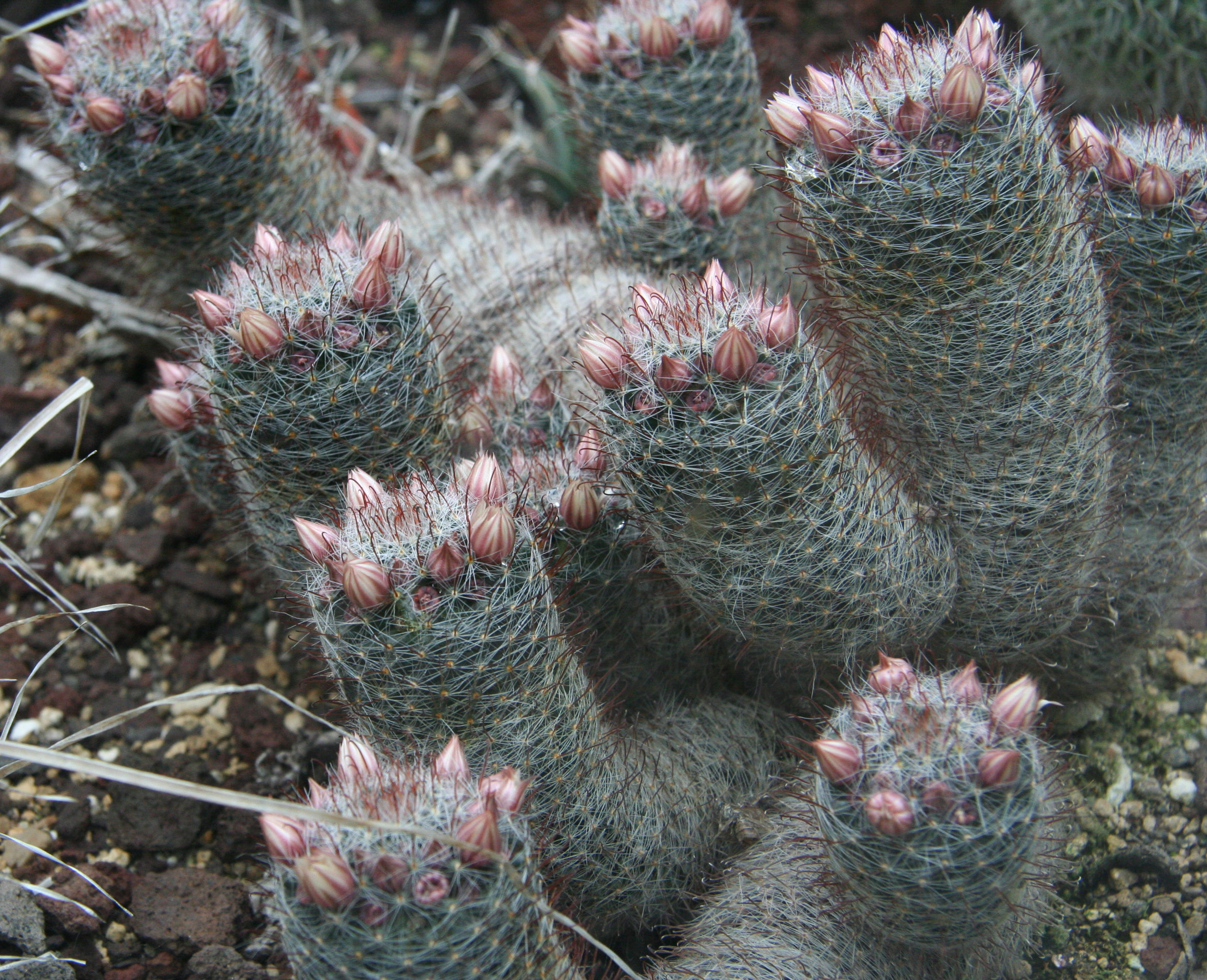
ضرعاء هلباء شائكة
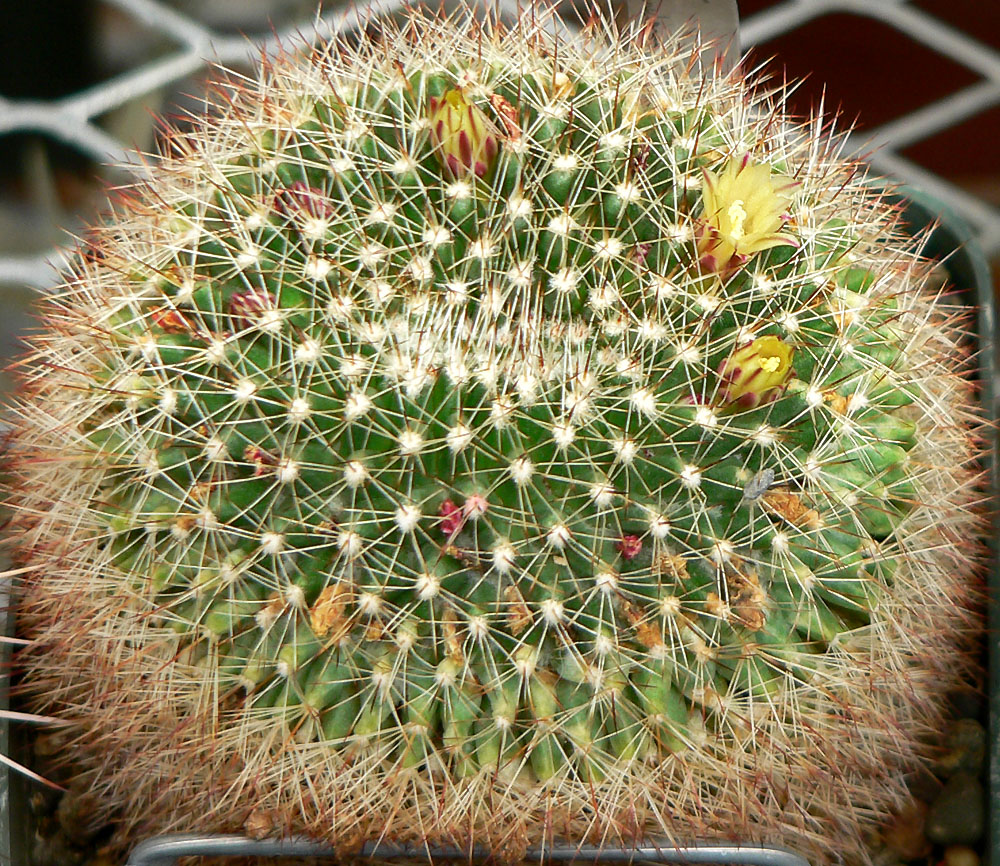
ضرعاء أليفة الأحجار
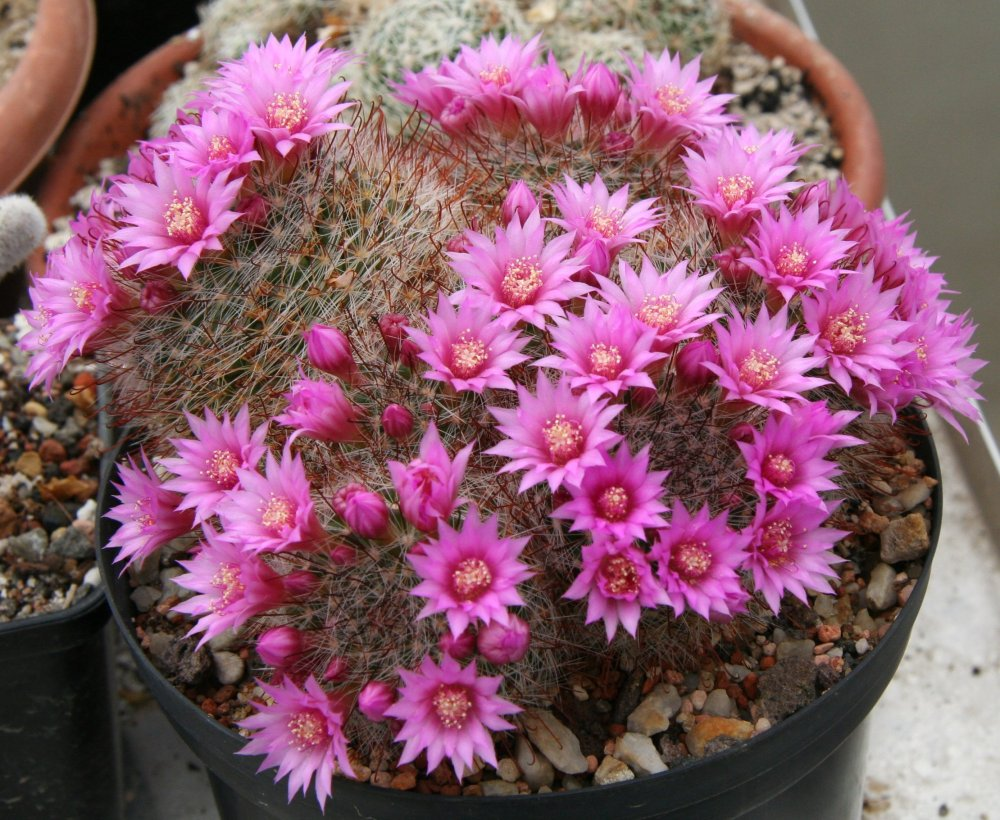
ضرعاء مذنبة
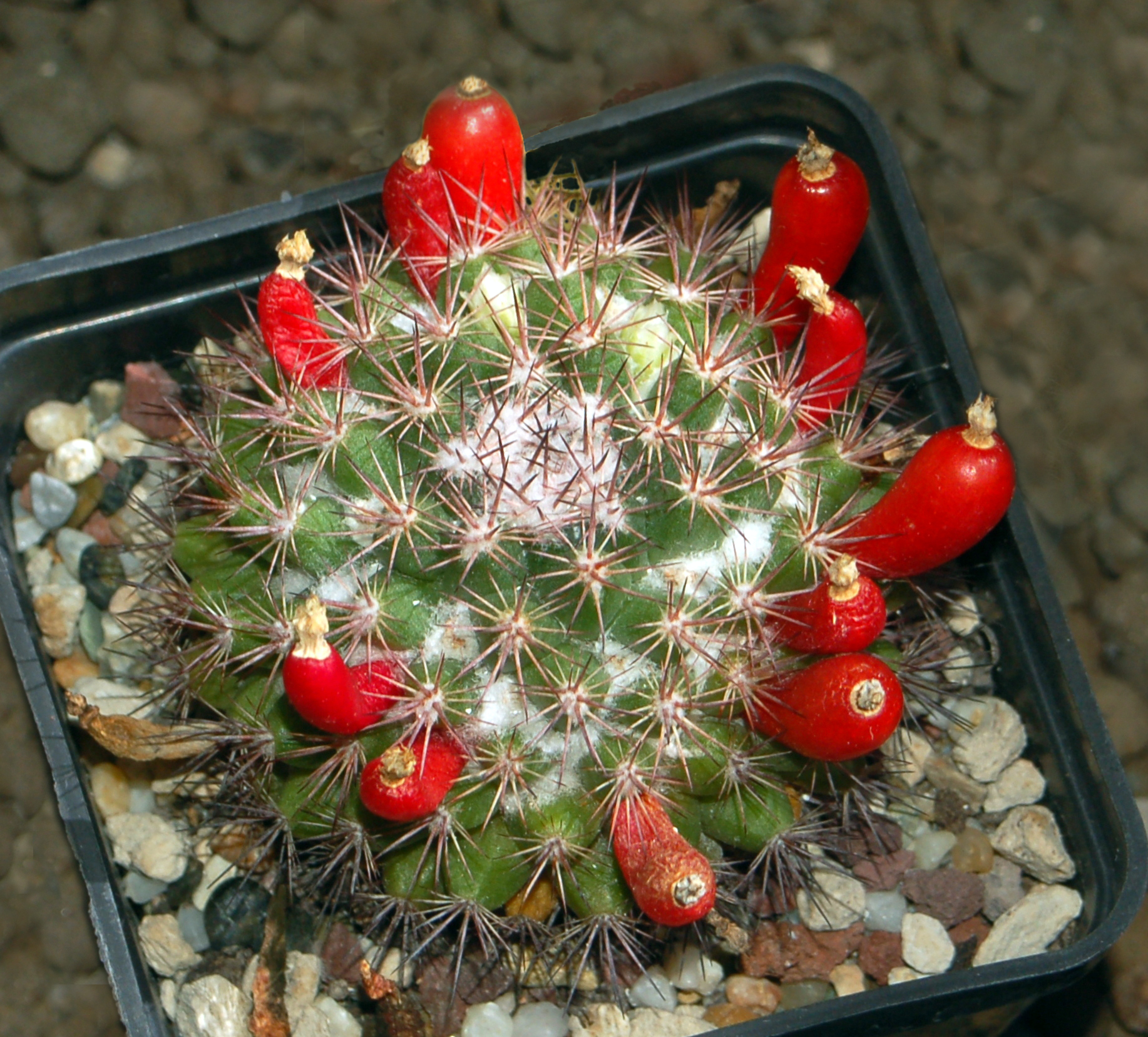
ضرعاء ضرعية
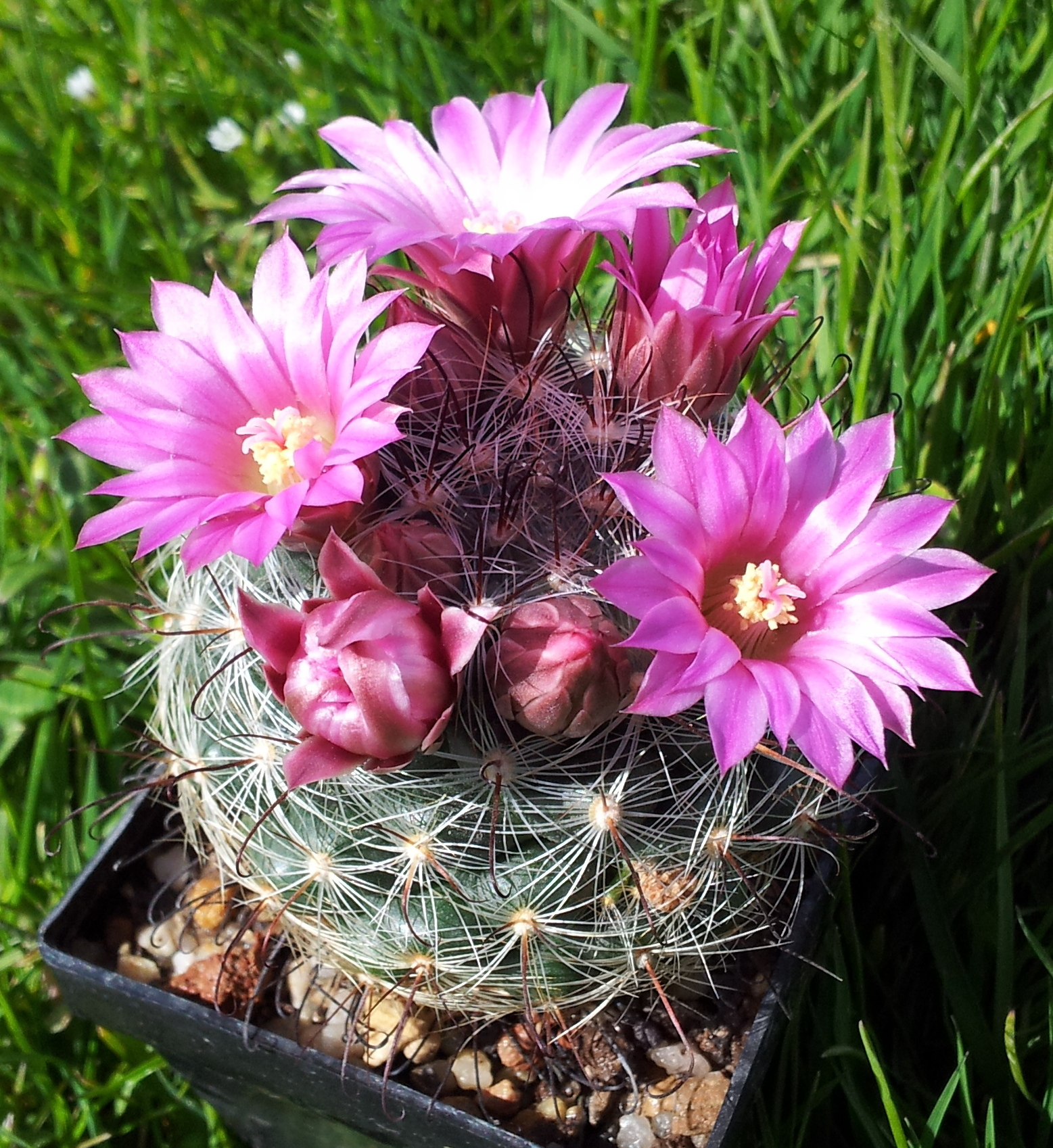
ضرعاء طويلة الأزهار
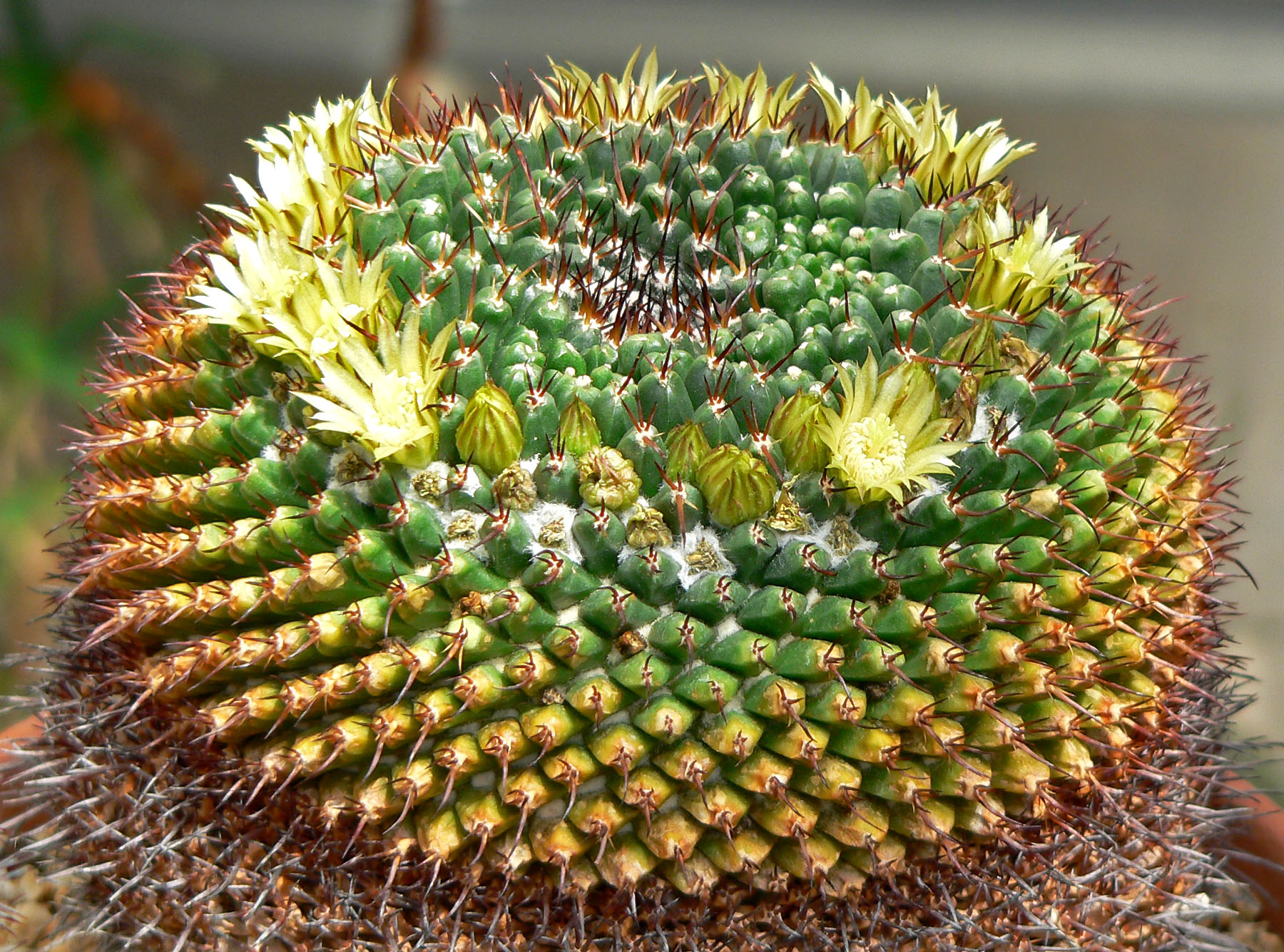
ضرعاء عملاقة
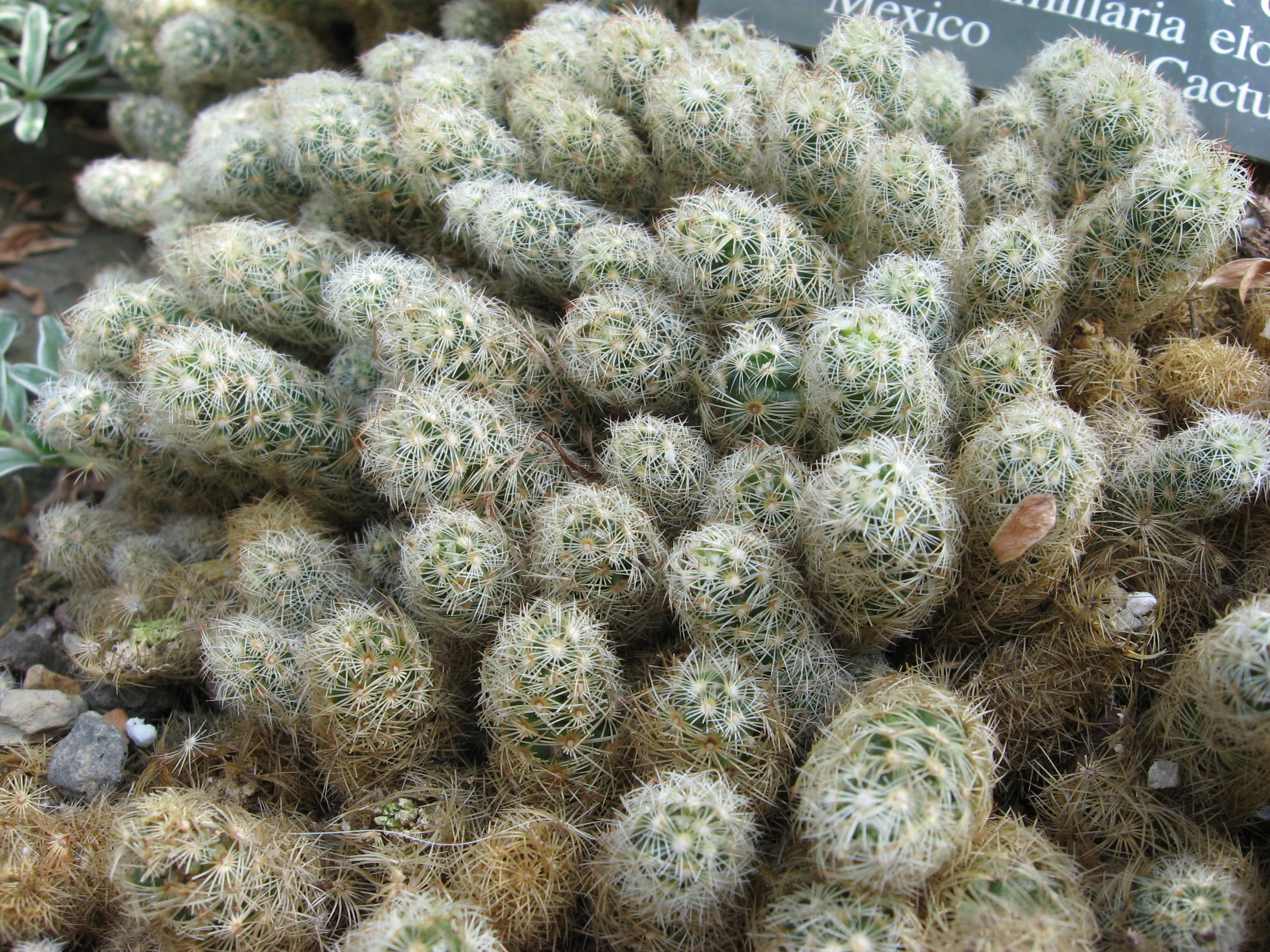
ضرعاء متطاولة
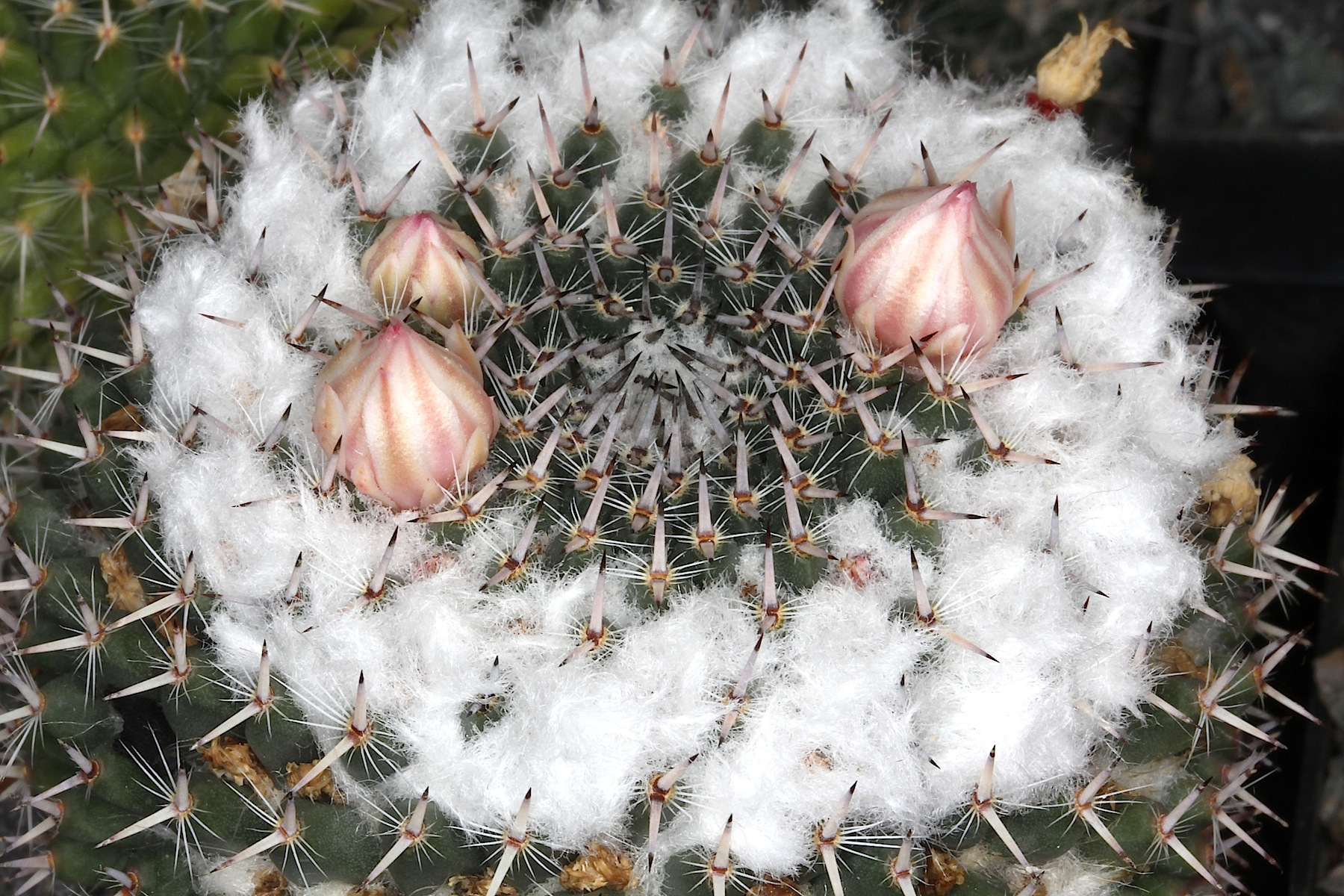
ضرعاء متناسقة
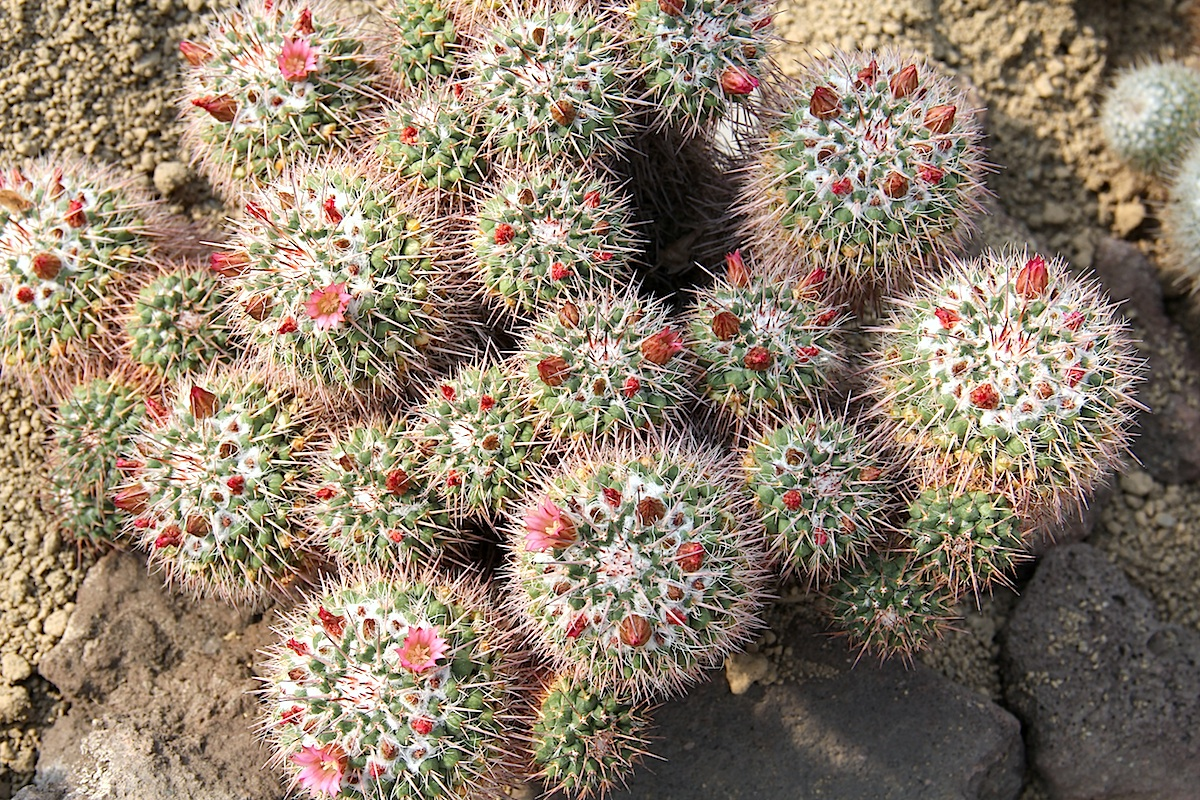
ضرعاء مضغوطة
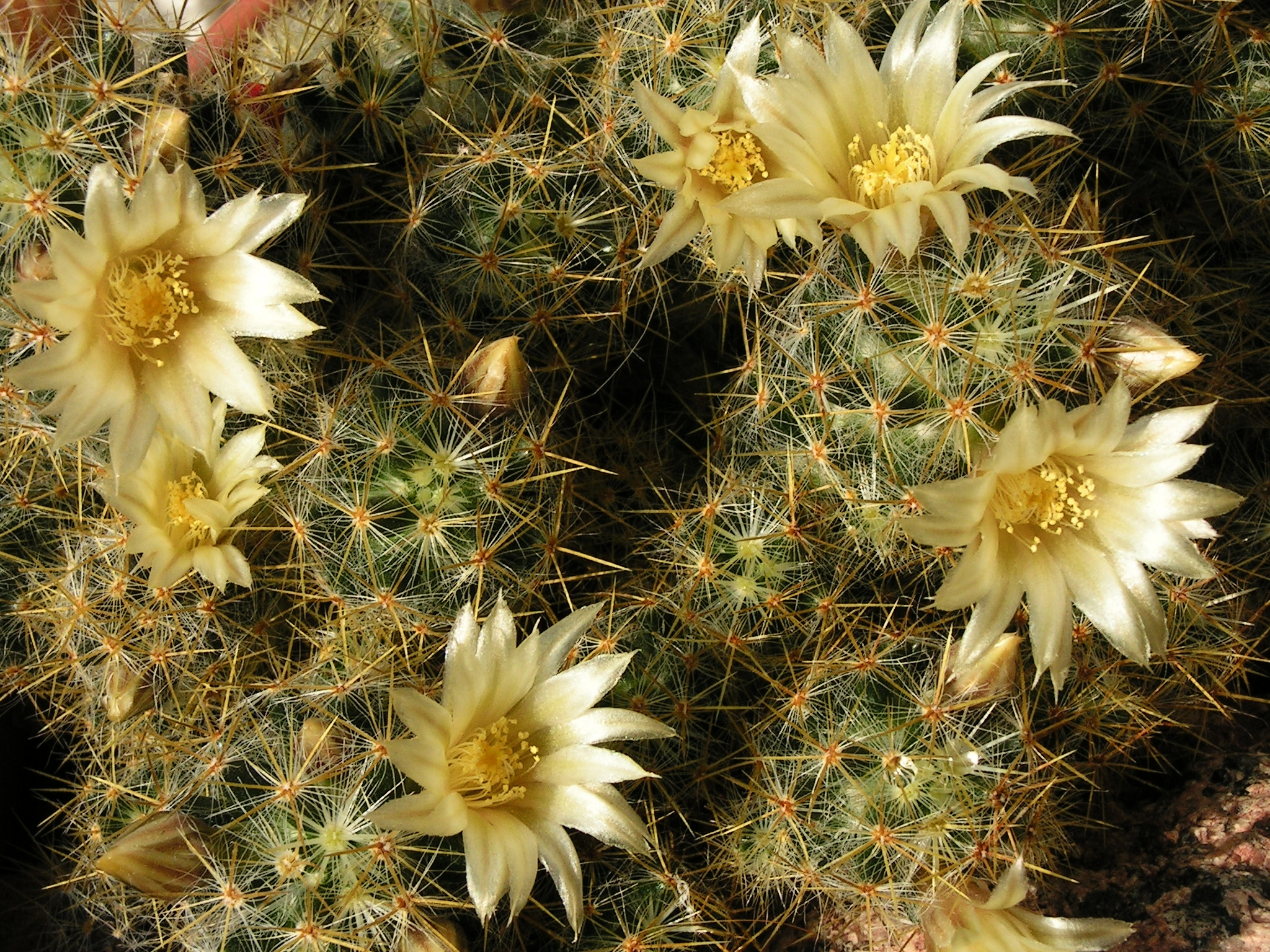
ضرعاء منتشرة
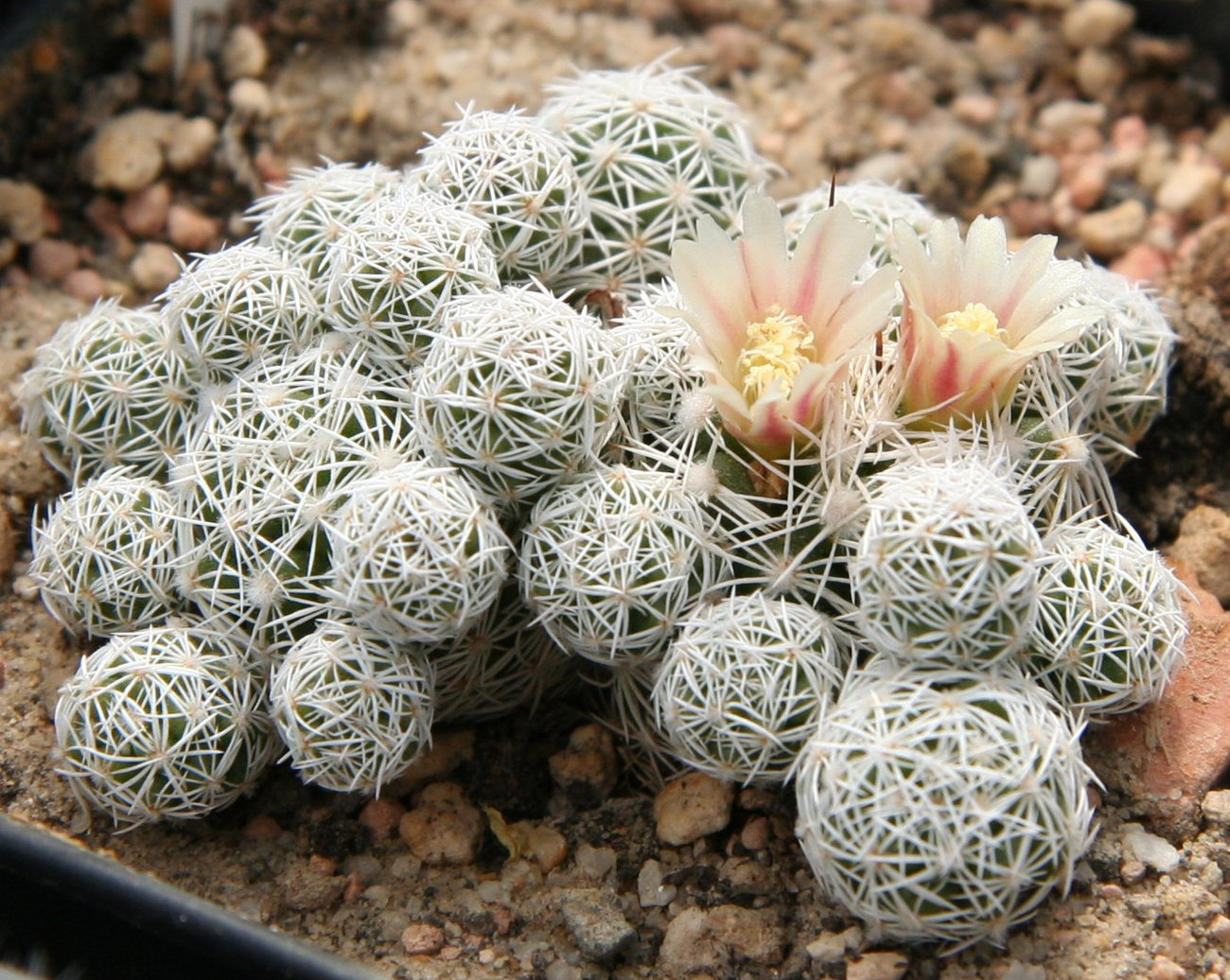
ضرعاء نحيلة